# 김상복 (목사)
김상복(1939년 1월 11일 - )은 대한민국의 목회자이며, 신학자이다. 할렐루야교회에서 담임목회를 하였으며, 아세아연합신학대학교 조직신학 교수와 횃불트리니티신학대학원대학교에 1대와 4대 총장을 역임하였다. 세계복음주의연맹(WEA) 회장, 횃불트리니티 신학대학원대학교 1, 4대 총장을 역임하였고, 현재 할렐루야교회 원로목사, 아시아복음주의연맹(AEA)Ambassador, 한국복음주의협의회(KEF) 고문, 주기철목사 기념사업회 명예회장, 한국 한영 [오늘의 양식] 발행인, Transform World Global Ambassador, CTS International 홍보 대사, 세계성시화운동 공동대표, 대한민국기독교원로의회(CEKC)의장, 존경받는나라운동 공동대표이다. 목회와 설교에서 존경받는 목회자로 평가받는다.

## 학력
- 트리니티복음주의신학대학원(TEDS), 명예문학박사(D.Litt.)
- Washington신학대 명예신학박사(D.D.)
- 영국 에든버러대학교 연구교수
- 그레이스신학대학원, 신학박사(Th.D.)
- 훼이스신학대학원, 목회학석사/신학석사(M.Div./S.T.M.)
- 서울대학교 문리과대학, 문학사(B.A.)
- 경복고등학교 졸업
- 부산중학교 졸업
- 평양제10중학교 1학년, 6.25 전쟁 중 남하

## 경력
- Transform World Korea 의장
- 세계복음주의연맹(WEA) 회장
- 한국독립교회선교단체연합회 회장
- 한국기독교총연합회 북한교회재건위원회/남북교회협력위원회 위원장
- 평신도목회연구원 원장
- 할렐루야교회 담임목사
- 횃불트리니티 신학대학원대학교 1,4대 총장, 명예총장
- 세계신학교총학장 회의(PAD) 의장
- 아시아신학연맹(ATA) 회장
- 아시아복음주의연맹(AEA) 회장
- 한국세계선교협의회 창립위원/공동회장
- 서울대학교 총동문회 이사
- 서울대학교 복음화후원회 회장
- 서울대학교 동문목사회 회장
- GCOWE '95, '97' 국제공동회장
- AD 2000 & Beyond Movement 국제이사
- Lausanne Leaders’ Summit Co-chair
- International Council of Higher Education 창립이사
- 사랑의장기기증운동 이사장
- 아세아연합신학대학교 조직신학 주임교수
- 미국 한영 [오늘의 양식] 발행인
- 워싱톤기독교방송국 이사장
- 미주청소년지도자협의회 회장
- 한인세계선교협의회(KWMC) 부회장
- 발티모어, 벧엘장로교회 개척 11년 목회
- 뉴저지 트렌톤, 갈보리장로교회 등 미국인교회 9년 목회
- 워싱톤신학대학(WBC)등 19년 조직신학 교수
- CTS TV [7000 미라클] 신은경 교수와 5년 Co-host

## 저서
- 『The Wave of the Future』(1976)
- 『Affirmation of Woman』(1975)
- Bibliology(1993)
- Historical Books(1993)
- Apologetics(1993)
- Family Ministry of the Church(1994)
- 『The Sources of the Synoptic Gospels』(1994)
- Christian Ethics(1998)
- Soteriology(1992,2004,2018)
- 『An Inquiry into the Burdens and Visions of God's Servants』(2004)
- Church & Leadership』(2006)
- Current Studies in Ecclegiology and Pastoral Leadership(2018)

### 나침반사 저서
- 『당신은 확실히 믿습니까』(1991), 몽골어판(2005)
- 『당신은 확실히 구원 받았습니까』(1995)
- 『당신은 확실히 성장하고 있습니까』(1992), 몽골어판(2008)
- 『당신은 확실히 동행하십니까』(1992)
- 『당신은 확실히 봉사하고 있습니까』(1992)
- 『당신은 확실히 순종하십니까』(1992)
- 『당신은 확실히 사랑하십니까』(1993)
- 『당신은 확실히 전도하십니까』(1992)
- 『당신은 확실히 준비하십니까』(1993)
- 『행복한 부부생활 가꾸기』(1994)
- 『화목한 가정생활 가꾸기』(1994)
- 『죄의 속박에서 벗어나라』(1997)
- 『이것이 나의 간증입니다』(1993)

### Torch Books
- 『구소련선교 핸드북』(1993)
- 『 The Sources of the Synoptic Gospels』(1994)
- 『잃어버린 왕좌』(1993)
- 『모험을 두려워 말라』(1994)
- 『이길 때까지 싸우라』(1995)
- 『꿈은 이루어 진다』(1995)
- 『네 지팡이를 들라』)1995)
- 『거룩한 삶을 살라』(1996)
- 『방황은 없다Ⅰ』(1999)
- 『방황은 없다Ⅱ』(2000)
- 『행복은 선택이다』(2000)
- 『참된 영성이란 무엇인가』(1993)
- 『성령님 사랑해요』(1993)
- 『이 땅을 내게 주소서』(2002)
- 『실패의 사슬을 끊어라』(2005)
- 『하나님은 누구신가』(2006)
- 『아, 그렇구나 - 믿음과 성장』(2018)
- 『아, 살았구나 - 죄와 구원』(2018)
- 『아, 기쁘구나 - 동행과 섬김』(2018)
- 『아, 사랑이네 - 사랑과 전도』(2018)
- 『아, 희망있네 - 인생과 종말』(2018)
- 『아, 성령이오셨네 - 성령과 참된영성』(2021)

### 평신도목회연구원 교재
- 평신도 신학(2000)
- 교회와 가정사역(1993)
- 평신도 상담학(1994)
- 평신도상담 훈련(1995)
- 영성개발(1993)
- 개인전도학(1992)
- 가정생활과 품성개발(2001)
- 신론(1997,2000)
- 기독론(1997,2000)
- 성령론(1997,2000)
- 죄론(1994)
- 구원론(1994)
- 종말론(1995)
- 변증론(1997)
- 이단론(1997)
- 성경적 치유론(1999)
- 성경적 기도론(2002)
- 성경적 예배론(2004)
- 예수의 신학 I-VI(2004-2006)
- 변화의 신학 I-II(2007-2008)
- 고난의 신학(2009)
- 사복음서를 통한 예수의 생애(2000)
- 사복음서I-II(2001)
- 성령행전(2003)
- 바울서신(1995)
- 일반서신(2000)
- 요한계시록: 주여! 어서 오시옵소서(2008)
- 모세오경(1995)
- 역사서(1996)
- 시가서(1998)
- 이사야서(2002)
- 다니엘(2005,2009)
- 소선지서(1998)

### 도서출판MB
- 속 시원한 상담(1999)
- 교회를 알면 신앙생활이 즐겁다(1999,2002), 일본어 판, 미와 노부어(2004)
- 성서적 치유론: 네가 낫기를

원하느냐(2000)
- 서로 사랑하라(2002)

### 엠마오
- 목회자의 리더십(1987)
- 지도자에게서 배우라(1992-1997)

### 기타출판사
- 조직신학I(2006)
- 섬기는 당신이 최고입니다(두란노,2009)
- 고난은 있어도 절망은 없다(규장,2011)
- 영혼의 울림(ODB,2009)
- 무너진 제단을 세운다 편집(한기총,1995)
- 북한교회재건백서 편집(한기총 남북위,2002)
- 평화통일과 북한복음화 편집(쿰란, 1997)
- 일곱계단(할렐루야교회,1991)
- 기적의 연속(할렐루야신문사,2009)

## 같이 보기
- 한국의 목회자 목록
- 한국의 신학자 목록